# Олинда
Олинда (порт. Olinda, настало од португалске синтагме "Oh! Linda!", значи Ох! Лијепа!) град је у Бразилу у савезној држави Пернамбуко, лоциран на сјевероистоку уз обалу Атлантског океана. Сјеверно од Олинде се налази Ресифе, а јужно Паулиста. Према процени из 2007. у граду је живело 391.433 становника.
Олинда је основана 12. марта 1537. Град има очуван дух колонијалног времена. Године 1982, УНЕСКО је прогласио историјски центар Олинде за свјетску баштину.
Олинда је позната по свом атрактивном карневалу, који се сматра једним од најбољих у Бразилу.

## Становништво
Према процени из 2007. у граду је живело 391.433 становника.
| 1991.   | 2000.   | 2010.   |
| ------- | ------- | ------- |
| 341.394 | 367.902 | 377.779 |

## Партнерски градови
- Касино
- Parintins
- Vila do Conde